# Walter Hess
Walter Rudolf Hess, född 17 mars 1881 i Frauenfeld i Thurgau, död 12 augusti 1973 i Muralto nära Locarno i Ticino, var en schweizisk nobelpristagare.

## Biografi
Hess började studera medicin i Lausanne 1899 och sedan i Berlin, Kiel och Zürich. Han fick sin examen vid universitetet i Zürich 1906 och utbildade sig till kirurg i Münsterlingen.
År 1949 mottog han tillsammans med Egas Moniz, Nobelpriset i fysiologi eller medicin för upptäckten av hur mellanhjärnan är uppbyggd och hur den samordnar verksamheten i kroppens inre organ.